# Václav Hovorka
Václav Hovorka (Checoslovaquia; 19 de septiembre de 1931 – República Checa; 14 de octubre de 1996) fue un futbolista checo que jugaba en la posición de delantero.

## Carrera

### Club
Su carrera la hizo en los dos equipos más importante de la capital Praga, el SK Slavia Praga y el AC Sparta Praga, logrando dos campeonatos de liga en 1952 y 1954 con el Sparta.

### Selección nacional
Debutó con Checoslovaquia el 2 de abril de 1958 ante Alemania Democrática, pero fue en el mundial de Suecia 1958 que anotó sus dos goles con la selección nacional ante Argentina en el llamado desastre de Suecia.

## Logros
- Primera Liga de Checoslovaquia: 2

1952, 1954